# Tabáni Tájház
A Tabáni Tájház Szolnokon található, címe: 5000 Szolnok, Tabántelep 24.
A Tabán Szolnok legrégebbi része , már az 1600-as évekből vannak róla feljegyzések. Mivel Szolnok két folyó találkozásánál épült, az itt lakók fő tevékenysége a halászat volt. A Tabán lakói elsősorban szegény emberek voltak, jellemzőek voltak a városrészre a szűk, sötét, kanyargós utcák. Mocsaras, vizes terület volt. A Tabán közvetlenül a Művésztelep közelében volt, a szolnoki festők kedvelt témájává vált. A Tabánt mára lebontották, helyére modern házak épültek, szűk, hangulatos utcákkal.
A mai Tabáni Tájház 1930 körül épült. Mikor a Damjanich János Múzeum megvásárolta, olyan romos volt, hogy 1989-ben teljesen fel kellett újítani. Ma az egykori halászélet mindennapi használati tárgyait mutatják be, korhű berendezéssel.

## Külső hivatkozások
- a Tabáni Tájház oldala
- Tabáni lap
- Képek